# Кузнецово-Михайлівка
Кузнецо́во-Миха́йлівка — село в Україні, у Бойківській громаді Кальміуського району Донецької області. Населення становить 969 осіб.

## Загальні відомості
Розташоване на березі р. Грузький Яланчик в яку на південно-західній околиці впадає балка Кам'янка. Відстань до райцентру становить близько 23 км і проходить переважно автошляхом місцевого значення.
Перебуває на території, яка тимчасово окупована російськими терористичними військами.

## Історія
За даними на 1873 рік у слободі, центрі Кузнецово-Михайлівської волості Міуського округу Області Війська Донського, мешкало 1184 особи, існувало 183 дворових господарства та 4 окремих будинки, у господарствах налічувалось 75 плугів, 298 коней, 303 пари волів, 1745 звичайних й 350 тонкорунних овець.
За переписом 1897 року кількість мешканців зросла до 1221 особи (614 чоловічої статі та 607 — жіночої), з яких всі — православної віри.

## Населення
За даними перепису 2001 року населення села становило 969 осіб, з них 81,32% зазначили рідною мову українську, 18,47% — російську, а 0,1% — вірменську мову.